# The Official History of Australia’s Involvement in Southeast Asian Conflicts 1948–1975
The Official History of Australia's Involvement in Southeast Asian Conflicts 1948–1975 (Die offizielle Geschichte von Australiens Beteiligung an Südostasiatischen Konflikten 1948–1975) ist die offizielle Geschichtsschreibung über Australiens Beteiligung am Malaiischen Aufstand, der Konfrontasi und dem Vietnamkrieg. Die Zusammenstellung der Reihe wurde von der australischen Regierung finanziert und vom Verleger Allen & Unwin in Zusammenarbeit mit dem Australian War Memorial publiziert. Der Historiker Peter Edwards wurde 1982 zum Leiter der Forschungsarbeit berufen. Die Reihe besteht aus neun Bänden, die zwischen 1992 und 2012 erschienen. Eine einbändige Gesamtausgabe befindet sich in der Diskussion.

## Überblick über die einzelnen Bände
- Band 1: Peter Edwards und Gregory Pemberton: Crised & Commitments - The Politics and Diplomacy of Australia's Involvement in Southeast Asian Conflicts 1948–1965. Allen & Unwin, Sydney 1992, 515 Seiten, ISBN 978-1-86373-184-3.
- Band 2: Ian McNeill: To Long Tan - The Australian Army and the Vietnam War 1950–1966. Allen & Unwin, St. Leonards 1993, 614 Seiten, ISBN 978-1-86373-282-6.
- Band 3: Brendan G. O’Keefe und F.B. Smith: Medicine at War - Medical aspects of Australia's involvement in Southeast Asia 1950–1972. Allen & Unwin, St. Leonards 1994, 505 Seiten, ISBN 978-1-86373-301-4.
- Band 4: Chris Coulthard-Clark: The RAAF in Vietnam - Australian Air Involvement in the Vietnam War 1962–1975. Allen & Unwin, St. Leonard 1995, 412 Seiten, ISBN 978-1-86373-305-2.
- Band 5: Jeffrey Grey und Peter Dennis: Emergency & Confrontation – Australian Military Operations in Malaya and Borneo 1950–1966. Allen & Unwin, St. Leonards 1996, 381 Seiten, ISBN 978-1-86373-302-1.
- Band 6: Peter Edwards: A Nation at War – Australian Politics, Society and Diplomacy during the Vietnam War 1965–1975. Allen & Unwin, St. Leonards 1997, 460 Seiten, ISBN 978-1-86448-282-9.
- Band 7: Jeffrey Grey: up Top – The Royal Australian Navy in Southeast Asian Conflicts, 1955–1972. Allen & Unwin, St. Leonards 1998, 380 Seiten, ISBN 978-1-86448-290-4.
- Band 8: Ian McNeill und Ashley Ekins: On the Offensive – The Australian Army in the Vietnam War 1967–1968. Allen & Unwin, Crows Nest 2003, 650 Seiten, ISBN 978-1-86373-304-5.
- Band 9: Ashley Ekins und Ian McNeill: Fighting to the Finish – The Australian Army and the Vietnam War 1968–1975. Allen & Unwin, 1184 Seiten, ISBN 978-1-86508-824-2.